# 弟姫命
弟姫命（おとひめ の みこと、生没年不詳）は、『記紀』に伝えられる古墳時代の皇族（王族）。『古事記』は弟日売命に作る。父は品陀真若王（ほんだのまわかのおう）（五百城入彦皇子の王子、景行天皇の孫王）で、母は金田屋野姫命（建稲種命の女）。応神天皇の妃の一人で、阿倍皇女（あべ の ひめみこ）、淡路御原皇女（あわじ の みはら の ひめみこ）、紀之菟野皇女（き の うの の ひめみこ）の生母。『古事記』には、さらに三野郎女（みの の いらつめ）が加えられている。同母妹の仲姫命（なかつひめのみこと）は応神天皇の皇后で、姉の高城入姫命も応神天皇の妃となっている。

## 略歴
『日本書紀』巻第十によると、「又妃（またのみめ）、皇后（きさき）の弟（いろど）弟姫、阿倍皇女（あべ の ひめみこ）、淡路御原皇女（あわじ の みはら の ひめみこ）、紀之菟野皇女（き の うの の ひめみこ）を生めり」とあり、『古事記』では、「弟日売命の御子、阿倍郎女（あべ の いらつめ）、阿具知能三腹郎女（あわじのみはらのいらつめ）、次に木之菟野皇女（き の うの の いらつめ）、次に三野郎女（みののいらつめ）〔五柱〕」とあって、一致していない。『古事記』の方も正確には「四柱」である。
実は『記紀』の応神天皇の后妃と、子供の数は一致しておらず、伝承の混乱の跡が見られる。『古事記』では皇子12人、皇女15人であるのに対して、『書紀』では皇子10人、皇女9人で、さらにそれぞれ計26人、20人という数え間違いもしている。
皇女の一人、「淡路御原皇女」という名前には、大和政権と淡路島との深い関係が示されている。
応神天皇は、五百城入彦皇子の孫にあたる3人の皇女を娶っている。このため、井上光貞は、応神天皇は品陀真若王の3人の娘の入り婿になることで皇位を継承することができ、三姉妹は崇神天皇の系譜と応神天皇の系譜を繋ぐ役割を果たしているのではないか、という説をあげているが、｢五百木入彦」・「高城入姫」という名前を分解すると、「イオ」・「タカ」・「キ」・「イリ」という美称の羅列でしかなく、実体性・実在性がなくなるといった考えを瀧音能之は紹介している。どちらの説が正しいのかについては、定説が生まれてはいない。
弟姫命自身については、何の事績も伝わっていない。